# Gränna missionskyrka
Gränna missionskyrka är en kyrkobyggnad i Gränna. Den tillhör Gränna missionsförsamling som är en del av Equmeniakyrkan, och byggnaden är belägen vid Brahegatan.
Pastor Karin Wikehult-Andersson är pastor för Grännabygdens församlingskrets. I Grännabygdens församlingskrets ingår Gränna, Visingsö och Örserums missionsförsamling.